# Richard Weigner
Richard Weigner (21. januar 1873 i Arendal, 4. oktober 1946) var en norsk bogtrykker og redaktør.
Han drog til søs efter fuldført middelskole, men et ulykkestilfælde satte en stopper for hans planer om en sømilitærkarrière. Weigner gik i bogtrykkerlære hos Egersundsposten, og kom som udlært bogtrykker til Stenkjær Avis i 1896. Han købte avisen og trykkeriet i 1900, og var avisens redaktør 1896–1907 og 1908–1909. I 1909 blev avisen slået sammen med Inntrøndelagen, og Weigner drev senere eget bogtrykkeri i Steinkjer.